# جیمز گارنر
جیمز گارنر (به انگلیسی: James Garner) (زاده ۷ آوریل ۱۹۲۸ – درگذشته ۱۹ ژوئیه ۲۰۱۴)، هنرپیشه سینما و تلویزیون آمریکا و بازیگر سریال‌هایی چون ماوریک و پرونده‌های راکفورد بود.

## زندگی‌نامه
اوج موفقیت و محبوبیت جیمز گارنر به ابتدای دهه ۱۹۶۰ میلادی بازمی‌گردد که در نقش برت ماوریک، پوکربازی قهار در سریال «ماوریک» بازی می‌کرد و سپس در اواخر دهه ۱۹۷۰ بود که در سریال معمایی «پرونده‌های راکفورد» با بازی در نقش کارآگاهی خصوصی به نام «جیم راکفورد» شهرتش دو چندان شد.
او برای این سریال معمایی برنده جایزه امی در سال ۱۹۷۷ شد.
گارنر در سال ۱۹۸۶ برای بازی در نقش یک داروساز در شهری کوچک در فیلم «عشق مورفی» نامزد جایزه اسکار و ۹ بار نیز نامزد جایزه گلدن گلوب شد.
یکی دیگر مشهورترین نقش‌های سینمایی او «فرار بزرگ» (۱۹۶۳) که در کنار بازیگرانی چون استیو مک‌کوئین و ریچارد آتن‌بورو نقش رابرت هندلی، یک افسر آمریکایی در نیروی هوایی بریتانیا را بازی کرد.
در سال ۲۰۰۶ از مجسمه‌ای برنزی به طول ۳ متر که از روی شخصیت «برت ماوریک» ساخته شده بود، در زادگاه جیمز گارنر در ایالت اوکلاهما رونمایی شد.
در سال ۱۹۹۴ فیلمی بر اساس سریال ماوریک ساخته شد که مل گیبسون نقش «برت ماوریک» را بازی کرد. جیمز گارنر نیز در این فیلم حضور داشت.
او از سال ۲۰۰۸ بعد از سکته مغزی شدیدی دچار مشکلات جسمانی شد.
وی در ۱۹ ژوئیه ۲۰۱۴ در سن ۸۶ سالگی در محل زندگی خود در برنت‌وود لوس‌آنجلس درگذشت.
به گزارش پلیس لس‌آنجلس که می‌گوید در مکان مرگ او دو افسر حاضر شدند، «آقای گارنر به مرگ طبیعی درگذشته بود.»
سخنگوی پلیس گفته بود که جسد او به خانواده‌اش تحویل داده شد.

## جوایز
او در سال ۱۹۸۵ برای بازی در فیلم «عشق مورفی» (به انگلیسی: Murphy's Romance) کاندید دریافت جایزه اسکار شد. گارنر در طول دوران فعالیت خود ۳ با موفق به دریافت جایزه گلدن گلوب و ۲ بار موفق به دریافت جایزه امی شده‌است. در سال ۲۰۰۵ از جیمز گارنر به دلیل کارهای بی شائبه‌ای که در طول عمر خود برای سینما انجام داده بود تقدیر شد و جایزه دریافت کرد.

## فیلمشناسی
- یک سرخپوست کوچک
- مارلو
- ماوریک
- کارآگاه راکفورد
- نوت بوک
- عشق مورفی
- ساعت بچه‌ها
- فرار بزرگ
- جنتلمن برجسته
- اسرار غیبی انجمن خواهرانه یایا
- هدیه نهایی
- مردی به نام اسلج

## نگارخانه

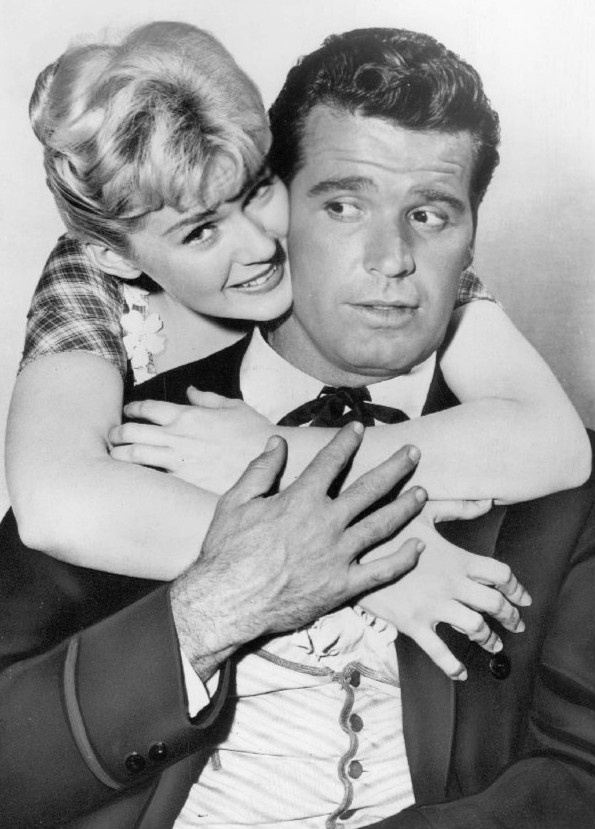
به همراه کانی استیونز در سال ۱۹۵۹
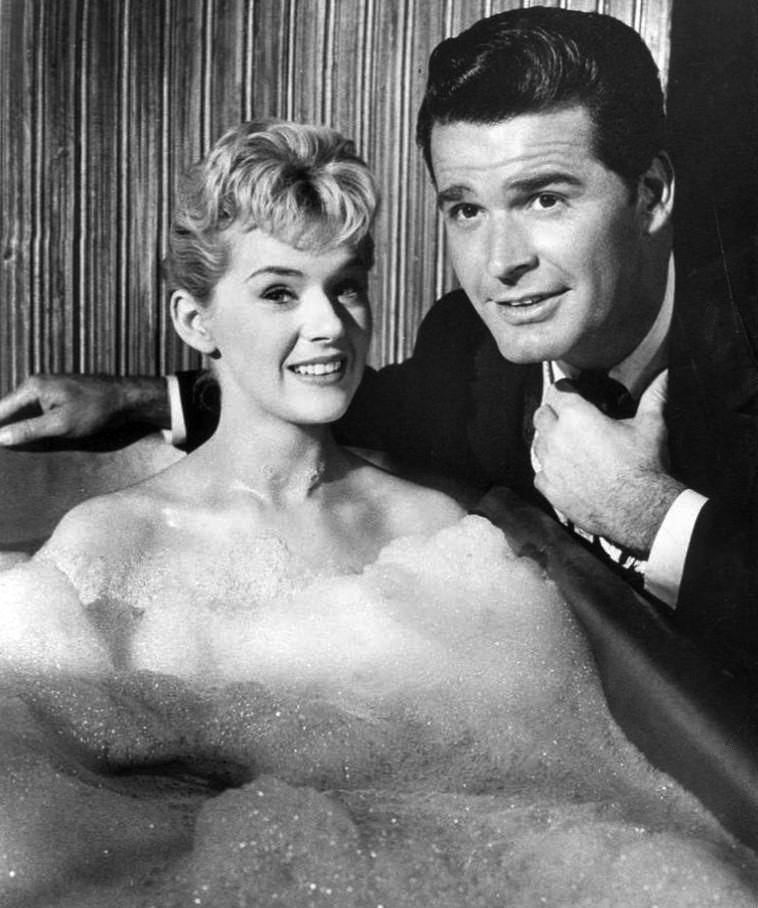
به همراه کانی استوینز
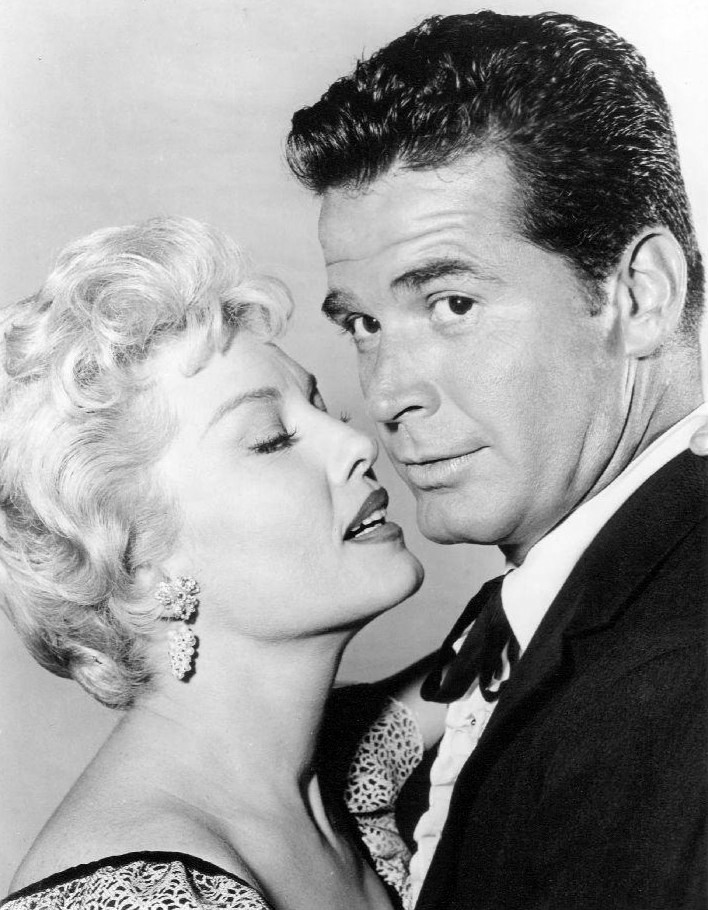
به همراه جین ویلز در سال ۱۹۶۰
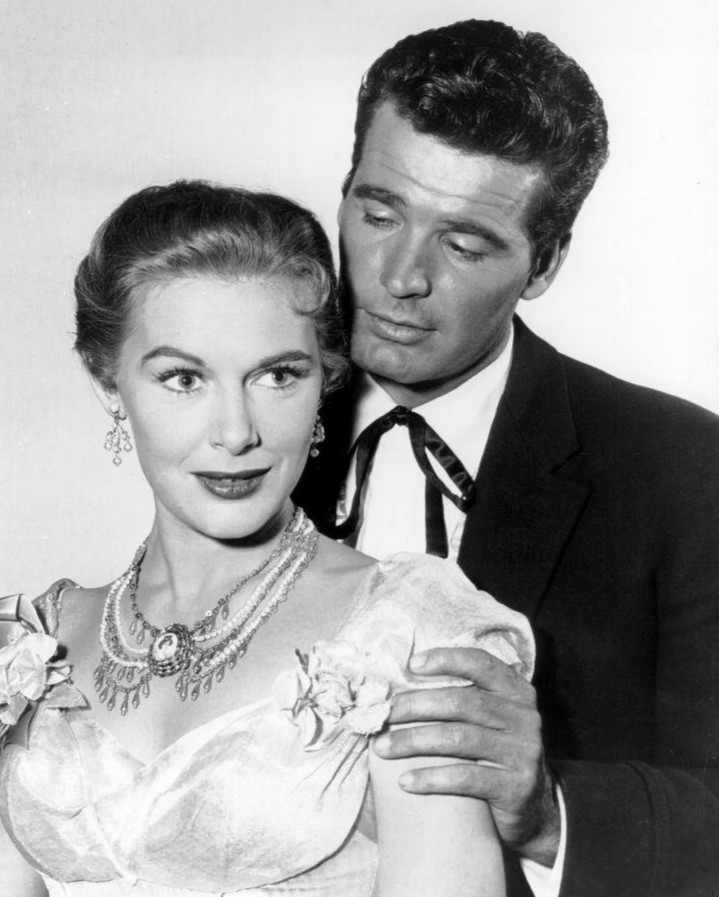
به همراه داین بروستر در سال ۱۹۵۷
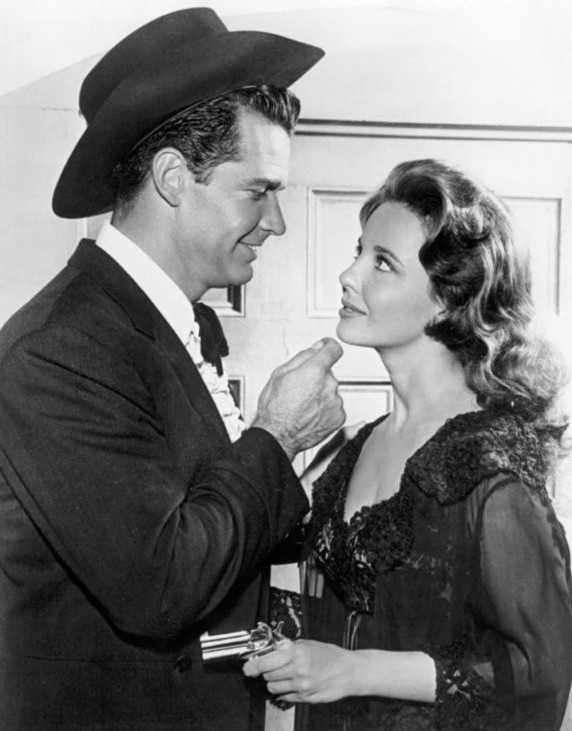
به همراه سوزان استورز در سال ۱۹۶۰